# Sakai
Sakai (堺市 Sakai-shi) er en by i Japan. Byen ligger på den vestlige del af øen Honshū ved Yamato-flodens udmunding i Osakabugten. Den har 824.408(2021) indbyggere og ligger i præfekturet Osaka. Sakai har været en af Japans største og vigtigste havnebyer siden middelalderen.